# Косвен Марк Осипович
Марк Осипович Косвен (нар. 23 січня 1885, Брест-Литовськ — пом. 18 червня 1967, Москва) — радянський етнограф, історик первісного суспільства та кавказознавець, доктор історичних наук з 1943 року.

## Біографія
Народився 11 [23] січня 1885 року в місті Брест-Литовську (нині Берестя, Білорусь) в сім'ї аптекаря. У 1904 році закінчив Петербурзьку гімназію. В 1906 закінчив дворічне навчання в Паризькому університеті. 1909 року закінчив юридичний факультет Санкт-Петербурзького університету. Під час навчання слухав лекції Максима Ковалевського, зацікавився питаннями дослідження первісного суспільства.
Упродовж 1909—1914 років займався адвокатською практикою. Під час Першої світової війни служив у Червоному Хресті у відділі у справах військовополонених, а за зібраними матеріалами написав свою першу наукову працю — «Військовополонені. Нарис з міжнародного та військового права». У 1917 році від Російського Червоного Хреста був відряджений до Копенгагена на Міжнародний конгрес у справах військовополонених, де був секретарем конгресу.
Після Жовтневої революції продовжив службу у військово-санітарному відомстві Червоної армії. Протягом 1921—1924 років перебував на радянській господарській роботі. У 1924—1929 роках працював у Інституті історії Російської асоціації науково-дослідних інститутів суспільних наук. Одночасно, з 1926 року, тобто з дня заснування журналу «Радянська етнографія», був його провідним співробітником, а з 1946 по 1959 рік — і членом редколегії.
У 1929—1931 роках працював у Інститут історії Комуністичної академії; у 1929—1931 роках — у Інституті Карла Маркса та Фрідріха Енгельса; у 1930—1932 роках — у Інституті народів Радянського Сходу. 1931 року здійснив експедицію на Кавказ.  
Протягом 1932—1934 років працював у Інституті народів Півночі; у 1934—1936 роках — у Московському відділенні Державної академії історії матеріальної культури; у 1936—1946 роках — у відділі етнографії «Великої радянської енциклопедії»; у 1943—1965 роках — в Інституті етнографії АН СРСР, де упродовж 1943—1957 років очолював сектор народів Кавказу. 
Одночасно з науковою роботою вів викладацьку, зокрема у 1927 році уперше вступив на кафедру етнології Московського університету як доцент, далі з 1934 по 1954 рік був професором Московського університету. 
Помер 18 червня 1967 року у Москві. Похований у Москві на Донському цвинтарі.

## Наукова діяльність
Праці вченого присвячені історії первісного суспільства, кавказознавства, слов'янознавства, історії науки:
- будучи прихильником теорії матріархату, займався проблемами переходу від материнського роду до батьківського, сімейно-шлюбних відносин та систем спорідненості у первісному суспільстві. Ввів у науку поняття патронімії.
- на кавказькому матеріалі вивчав питання дуальної організації, родо-племінної структури, аталіцтва, кунацтва та інші. У 1960 році брав участь у підготовці 1-го тому «Народи Кавказу» серії «Народи світу»[3].

Автор понад 400 наукових праць, частина яких неодноразово перевидавалася в СРСР, а деякі також виходили іноземними мовами у різних країнах Європи та Азії. Серед робіт:
- Походження обміну та міри цінності. 1924 (рос.);
- Статеві відносини та шлюб у первісному суспільстві. Москва; Ленінград, 1928 (рос.);
- Аталіцтво // Радянська етнографія. 1935. № 2 (рос.);
- Матріархат. Історія проблеми. Москва; Ленінград, 1948 (рос.);
- Матеріали з історії етнографічного вивчення Кавказу у російській науці // Кавказький етнографічний збірник. Москва, 1955—1962. Томи 1-3 (рос.);
- Нариси історії первісної культури. 2-ге видання, Москва, 1957 (рос.);
- Етнографія та історія Кавказу. Дослідження та матеріали. Москва, 1961 (рос.);
- Сімейна громада та патронімія. Москва, 1963 (рос.);.

Автор близько ста етнографічних статей у «Великій радянській енциклопедії», також редагував значну кількість енциклопедичних статей з етнографії.